# Villers-Bocage (Calvados)
Pour les articles homonymes, voir Villers-Bocage.
Villers-Bocage est une commune française, située dans le département du Calvados en région Normandie.

## Géographie

### Localisation
La commune est située dans une sorte de seuil du Massif armoricain aux confins du Bocage virois, du Bessin et de la plaine de Caen. 
Son bourg est à 8 km au nord de Aunay-sur-Odon, à 12 km à l'est de Caumont-l'Éventé, à 12 km au sud de Tilly-sur-Seulles et à 25 km au sud-ouest de Caen.
Le bourg se trouve dans l'aire d'attraction de Caen et dans sa zone d'emploi. Elle est la ville-centre de son unité urbaine et de son bassin de vie.

### Communes limitrophes
Les communes limitrophes sont Épinay-sur-Odon, Maisoncelles-Pelvey, Parfouru-sur-Odon, Tracy-Bocage et Villy-Bocage.
| Villy-Bocage        | Villy-Bocage        | Parfouru-sur-Odon |
| Tracy-Bocage        | Villers-Bocage      | Épinay-sur-Odon   |
| Maisoncelles-Pelvey | Maisoncelles-Pelvey | Épinay-sur-Odon   |

### Géologie et relief
La superficie de la commune est de 5,76 km2. 
Le point culminant (217 m) se situe en limite nord-est, à la sortie de la D 675 du territoire. Le point le plus bas (95 m) correspond à la sortie de la Seulline du territoire, au nord-ouest. Hormis la partie urbaine, la commune est bocagère.

### Hydrographie

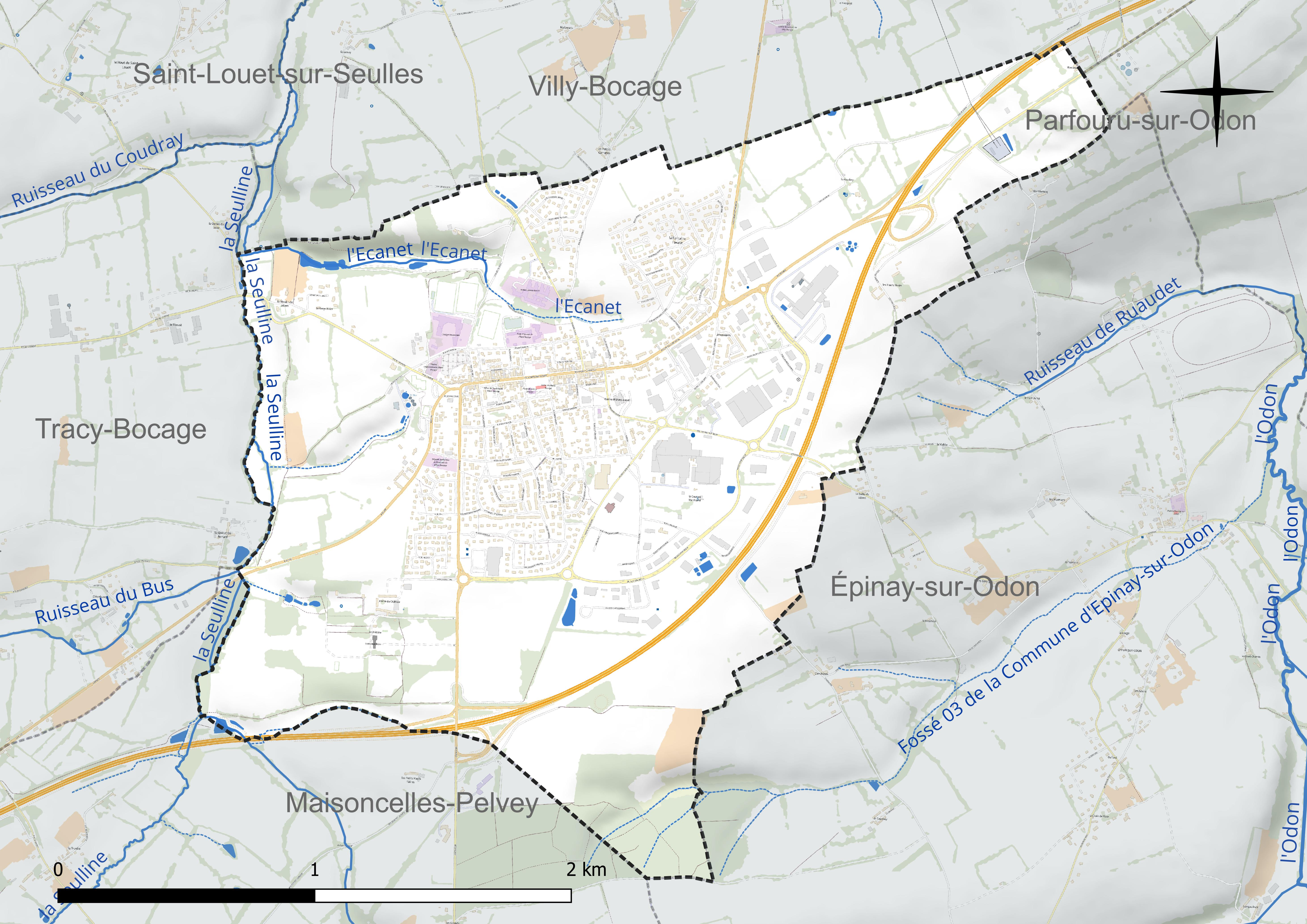
Réseau hydrographique de Villers-Bocage.

La commune est située dans le bassin Seine-Normandie. Elle est drainée par la Seulline, le fossé 04 de la commune d'Épinay-sur-Odon et un autre petit cours d'eau,.
Villers-Bocage est majoritairement dans le bassin versant de la Seulles, par son affluent la Seulline qui  prend sa source dans la commune de Seulline et se jette  dans la Seulles à Villy-Bocage, après avoir traversé six communes et qui délimite le territoire à l'ouest. Quatre de ses courts affluents parcourent le territoire communal. Une frange sud-est est dans le bassin de l'Orne, donnant ses eaux à des petits affluents de l'Odon.

### Climat
Pour des articles plus généraux, voir Climat de la Normandie et Climat du Calvados.
En 2010, le climat de la commune est de type climat océanique franc, selon une étude du CNRS s'appuyant sur une série de données couvrant la période 1971-2000. En 2020, Météo-France publie une typologie des climats de la France métropolitaine dans laquelle la commune est exposée à un climat océanique et est dans la région climatique  Normandie (Cotentin, Orne), caractérisée par une pluviométrie relativement élevée (850 mm/a) et un été frais (15,5 °C) et venté. Parallèlement le GIEC normand, un groupe régional d'experts sur le climat, différencie quant à lui, dans une étude de 2020, trois grands types de climats pour la région Normandie, nuancés à une échelle plus fine par les facteurs géographiques locaux. La commune est, selon ce zonage, exposée à un « climat contrasté des collines », correspondant au Bocage normand, bien arrosé, voire très arrosé sur les reliefs les plus exposés au flux d'ouest, et frais en raison de l'altitude.
Pour la période 1971-2000, la température annuelle moyenne est de 10,3 °C, avec une amplitude thermique annuelle de 12,1 °C. Le cumul annuel moyen de précipitations est de 910 mm, avec 13,4 jours de précipitations en janvier et 8,1 jours en juillet. Pour la période 1991-2020, la température moyenne annuelle observée sur la station météorologique la plus proche, située sur la commune de Seulline à 5 km à vol d'oiseau, est de 11,3 °C et le cumul annuel moyen de précipitations est de 992,2 mm,. Pour l'avenir, les paramètres climatiques de la commune estimés pour 2050 selon différents scénarios d'émission de gaz à effet de serre sont consultables sur un site dédié publié par Météo-France en novembre 2022.

## Urbanisme

### Typologie
Au 1er janvier 2024, Villers-Bocage est catégorisée bourg rural, selon la nouvelle grille communale de densité à 7 niveaux définie par l'Insee en 2022. 
Elle appartient à l'unité urbaine de Villers-Bocage, une agglomération intra-départementale dont elle est ville-centre,. 
Par ailleurs la commune fait partie de l'aire d'attraction de Caen, dont elle est une commune de la couronne,. Cette aire, qui regroupe 296 communes, est catégorisée dans les aires de 200 000 à moins de 700 000 habitants,.

### Occupation des sols

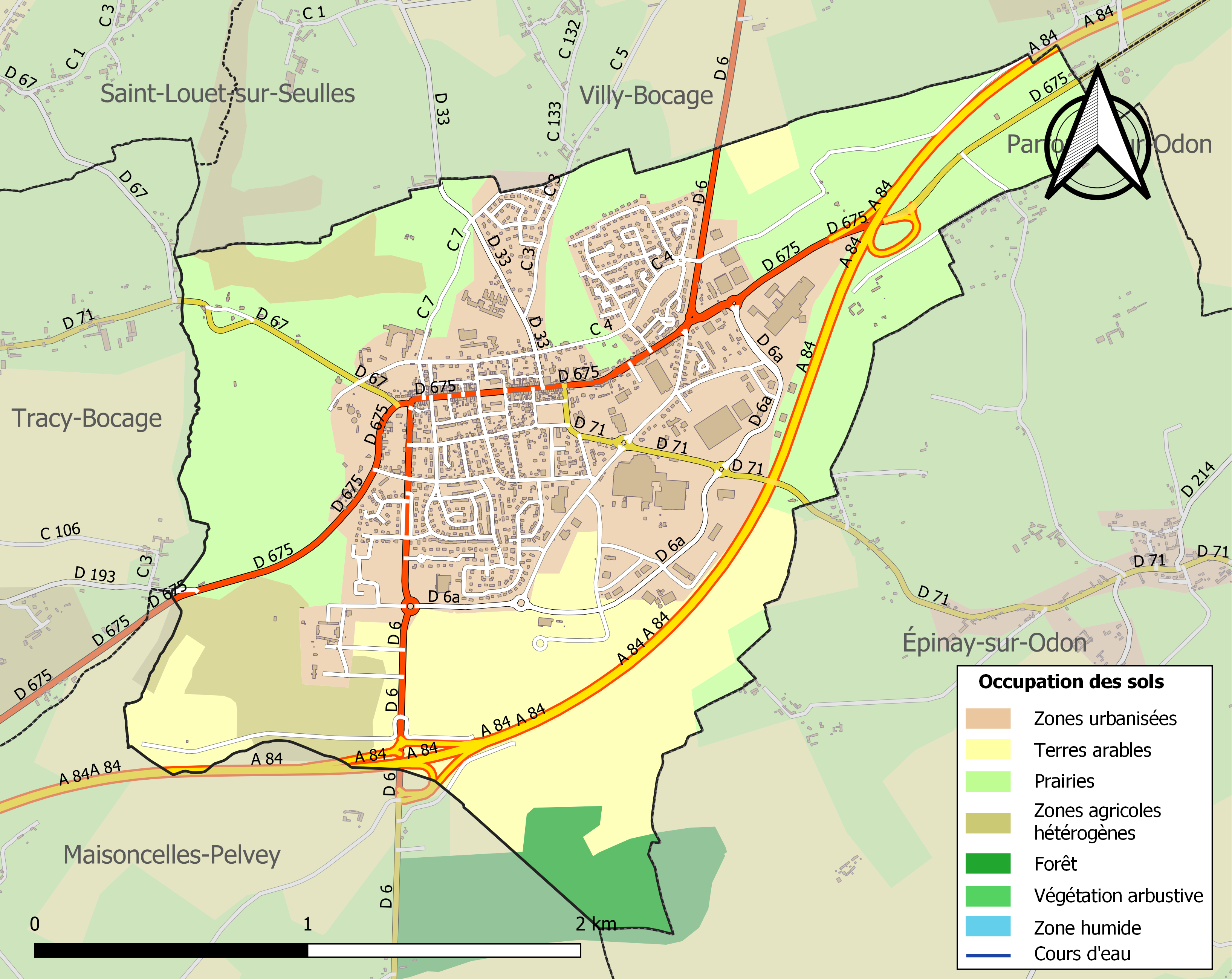
Carte des infrastructures et de l'occupation des sols de la commune en 2018 (CLC).

L'occupation des sols de la commune, telle qu'elle ressort de la base de données européenne d'occupation biophysique des sols Corine Land Cover (CLC), est marquée par l'importance des territoires agricoles (61,9 % en 2018), en diminution par rapport à 1990 (72,8 %). 
La répartition détaillée en 2018 est la suivante : prairies (34 %), zones urbanisées (24,4 %), terres arables (20,4 %), zones industrielles ou commerciales et réseaux de communication (10,7 %), zones agricoles hétérogènes (7,5 %), forêts (2,9 %). 
L'évolution de l'occupation des sols de la commune et de ses infrastructures peut être observée sur les différentes représentations cartographiques du territoire : la carte de Cassini (XVIIIe siècle), la carte d'état-major (1820-1866) et les cartes ou photos aériennes de l'IGN pour la période actuelle (1950 à aujourd'hui).

## Toponymie
Le nom de la localité est attesté sous la forme Villiers en Boscaige en 1365.
L'appellatif toponymique Villers est issu du gallo-roman villare, issu lui-même du latin villa rustica, « domaine rural ». Il est ici adjoint du nom du pays, Bocage, à rapprocher de son homonyme picard où le terme désigne plus directement la végétation.
Le gentilé est Villersois.

## Histoire

### Moyen Âge
Le 24 juillet 1346, lors de sa chevauchée, le roi d'Angleterre Édouard III prend la ville. En 1366, Jeanne Bacon, veuve de Guillaume Bertrand second fils de Robert VIII Bertrand de Bricquebec, fonde le prieuré hospitalier de Sainte-Élisabeth. En 1417, toujours pendant la guerre de Cent Ans, Henri V d'Angleterre s'empare à nouveau de la ville.

### Époque contemporaine
Le 22 août 1886, la commune est reliée à la gare de Caen par une ligne de chemin de fer qui va à l'origine jusqu'à Aunay-sur-Odon et qui est ensuite prolongée en 1891 jusqu'à la gare de Vire. Le transport des voyageurs sur la ligne de Caen à Vire est interrompu le 1er mars 1938. Le transport de marchandises est par la suite limité à Jurques, puis définitivement suspendu. La ligne est alors déclassée et déferrée.

#### Seconde Guerre mondiale
Le 13 juin 1944, Michael Wittmann brise l'offensive Perch de la 7e division blindée britannique qui venait de libérer la ville. Relativement épargnée jusqu'alors, la ville est entièrement détruite par les bombardements alliés qui suivent le retrait britannique. Les Allemands ne se retirent définitivement de la ville que le 4 août 1944.
La ville est entièrement reconstruite après les bombardements et les combats pour la Libération.

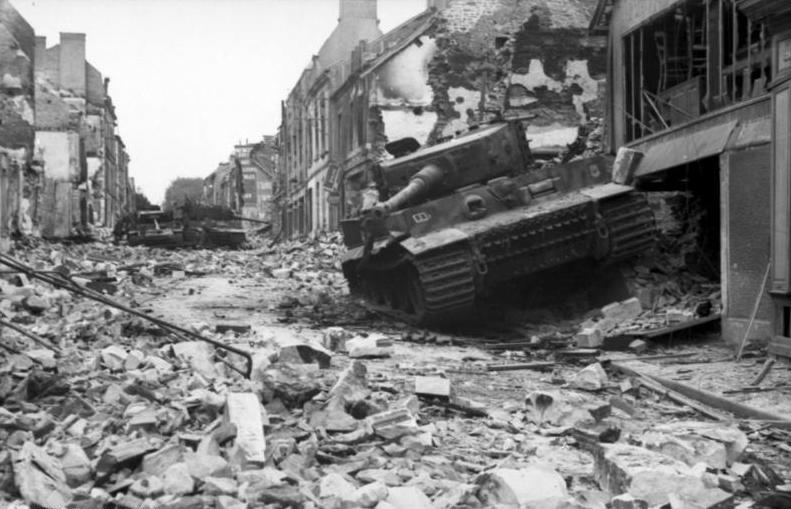
La rue principale de la ville, telle qu'elle apparaît à la mi-juin 1944.
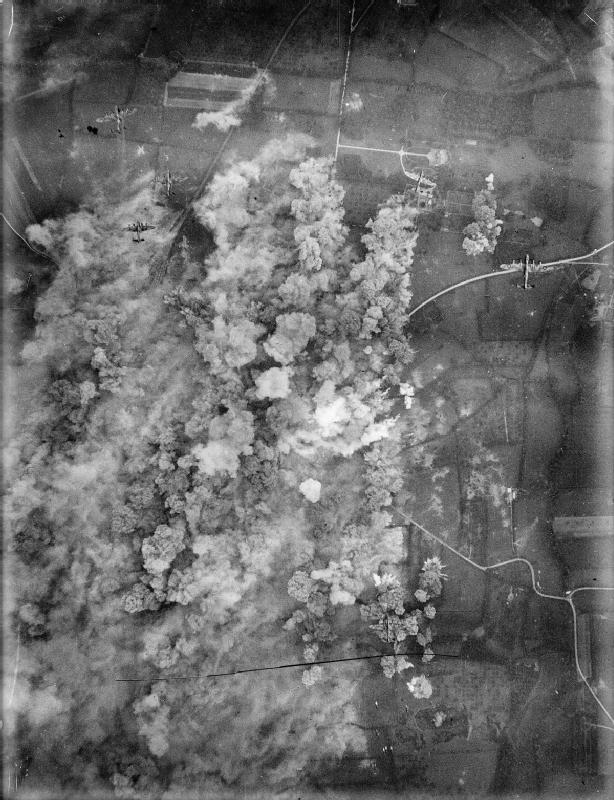
Villers-Bocage sous les bombes britanniques le 30 juin 1944.

## Politique et administration

### Rattachements administratifs et électoraux

#### Rattachements administratifs
La commune se trouvait depuis 1793 dans l'arrondissement de Caen du département du Calvados. Elle en est détachée pour intégrer en 2017 l'celui de Vire,.  
Elle était depuis 1793 le chef-lieu du canton de Villers-Bocage. Dans le cadre du redécoupage cantonal de 2014 en France, cette circonscription administrative territoriale a disparu, et le canton n'est plus qu'une circonscription électorale.

#### Rattachements électoraux
Pour les élections départementales, la commune fait partie depuis 2014 du canton des Monts d'Aunay.
Pour l'élection des députés, elle fait partie de la quatrième circonscription du Calvados.

### Intercommunalité
Villers-Bocage était le siège de la communauté de communes Villers-Bocage Intercom, un établissement public de coopération intercommunale (EPCI) à fiscalité propre créé fin 2003 et auquel la commune avait transféré un certain nombre de ses compétences, dans les conditions déterminées par le code général des collectivités territoriales.
Dans le cadre des dispositions de la loi portant nouvelle organisation territoriale de la République du 7 août 2015, qui prévoit que les établissements publics de coopération intercommunale (EPCI) à fiscalité propre doivent avoir un minimum de 15 000 habitants, cette intercommunalité a fusionné avec la communauté de communes Aunay-Caumont-Intercom pour former, le 1er janvier 2017, la communauté de communes Pré-Bocage Intercom, dont est désormais membre la commune.

### Tendances politiques et résultats
Lors des élections municipales de 2014 dans le Calvados, la liste SE menée par le maire sortant Marc Hébert est la seule candidate et obtient donc la totalité des 805 suffrages exprimés. Elle est donc élue en totalité et 8 de ses membres sont également conseillers départementaux.
Lors de ce scrutin, 43,91 % des électeurs se sont abstenus et 27,80 % des votants ont choisis un bulletin blanc ou nul
Lors des élections municipales de 2020 dans le Calvados, la liste menée par Stéphanie Leberrurier est la seule candidate et obtient donc la totalité des 514 suffrages exprimés. Elle est donc élue en totalité et 5 de ses membres sont également conseillers communautaires.
Lors de ce scrutin marqué par la pandémie de Covid-19 en France, 68,88 % des électeurs se sont abstenus et 21,04 % des votants ont choisis un bulletin blanc ou nul

### Administration municipale
Compte tenu de la population de la commune, son conseil municipal est composé de vingt-trois membres dont le maire et ses adjoints.

### Liste des maires
| Période                                  | Période                       | Identité                         | Étiquette            | Qualité |
| ---------------------------------------- | ----------------------------- | -------------------------------- | -------------------- | --- |
| Les données manquantes sont à compléter. |                               |                                  |                      | |
|                                          |                               |                                  |                      | |
| 1800                                     | 1825                          | Charles de Tilly                 |                      | |
| 1810                                     | 1830                          | Stanislas de Grandclos Meslé     |                      | Seigneur de Villers-Bocage, armateur-négrier, Écuyer 1er baron Meslé de Grandclos (1815 - ) |
|                                          |                               |                                  |                      | |
|                                          |                               | Constantin Pierre Féron          |                      | Médecin, propriétaire Conseiller d'arrondissement de Villers-Bocage (1848 → 1855) |
|                                          |                               |                                  |                      | |
| avant 1850                               |                               | Louis Julien Cyprien Saillenfest |                      | Propriétaire, agent d'affaires Conseiller d'arrondissement de Villers-Bocage (1845 → 1848) |
|                                          |                               |                                  |                      | |
|                                          |                               | Auguste Féron                    | Droite               | Propriétaire, régisseur du duc de Vicence Conseiller d'arrondissement de Villers-Bocage (1858 → 1864) Conseiller général de Villers-Bocage (1878 → 1895)                                                               |
| 1878 ou avant                            |                               | Charles Désiré Lhomme            |                      | Conseiller d'arrondissement de Villers-Bocage (1884 → 1892) |
|                                          |                               |                                  |                      | |
| 1900                                     | 1919                          | Émile Samson,                    |                      | Agriculteur, boucher Conseiller d'arrondissement de Villers-Bocage (1900 → 1919) |
|                                          |                               |                                  |                      | |
| mai 1929                                 | mai 1945                      | Albert Doublet                   |                      | Minotier et négociant en grains |
| mai 1945                                 | octobre 1947                  | André Doublet                    |                      | |
| octobre 1947                             | mars 1965                     | Jean Levêque                     | RPF puis RS puis UNR | Notaire, colonel de réserve Conseiller général de Villers-Bocage (1945 → 1988) Suppléant du député André Halbout (1962 → 1967) Vice-président du Conseil général du Calvados[Quand ?] Chevalier de la Légion d'honneur |
| mars 1965                                | octobre 1992                  | Stanislas de Clermont-Tonnerre   | DVD                  | Agriculteur Conseiller général de Villers-Bocage (1988 → 1994) Démissionnaire |
| octobre 1992                             | mars 2014                     | Xavier Lebrun,                   | DVD                  | Agent d'assurance Conseiller général de Villers-Bocage (1994 → 2008) Vice-président du conseil général (2001 → 2008) Président de Villers-Bocage Intercom (2003 → 2011) Vice-président de Pré-Bocage Intercom          |
| mars 2014                                | mai 2020                      | Marc Hébert                      | SE                   | Retraité de l'enseignement |
| mai 2020                                 | En cours (au 18 juillet 2025) | Stéphanie Leberrurier            | SE                   | cogérante d'une PME à Villers-Bocage Vice-présidente de la CC Pré-Bocage Intercom (2020 → ) Conseillère départementale des Monts-d'Aunay (2025 → )                                                                     |

### Jumelages
- Bampton (Royaume-Uni) depuis 1974.
- Mömbris (Allemagne) depuis 1989, dans l'arrondissement d'Aschaffenbourg en Bavière.

## Équipements et services publics
Villers-Bocage est le siège de l'office de tourisme du Pré-Bocage.

### Espace public
En 2014, la commune est une ville fleurie (deux fleurs) au concours des villes et villages fleuris.
Villers-Bocage fait partie du label Village étape depuis 2003.

## Population et société

### Démographie
L'évolution du nombre d'habitants est connue à travers les recensements de la population effectués dans la commune depuis 1793. Pour les communes de moins de 10 000 habitants, une enquête de recensement portant sur toute la population est réalisée tous les cinq ans, les populations de référence des années intermédiaires étant quant à elles estimées par interpolation ou extrapolation. Pour la commune, le premier recensement exhaustif entrant dans le cadre du nouveau dispositif a été réalisé en 2006.

En 2022, la commune comptait 3 113 habitants, en évolution de +0,1 % par rapport à 2016 (Calvados : +1,58 %, France hors Mayotte : +2,11 %).
| 1793  | 1800  | 1806  | 1821  | 1831  | 1836  | 1841  | 1846  | 1851  |
| ----- | ----- | ----- | ----- | ----- | ----- | ----- | ----- | ----- |
| 1 121 | 1 010 | 1 223 | 1 177 | 1 178 | 1 178 | 1 146 | 1 134 | 1 127 |

| 1856  | 1861  | 1866  | 1872  | 1876  | 1881  | 1886  | 1891  | 1896  |
| ----- | ----- | ----- | ----- | ----- | ----- | ----- | ----- | ----- |
| 1 105 | 1 156 | 1 155 | 1 147 | 1 139 | 1 084 | 1 147 | 1 057 | 1 104 |

| 1901  | 1906  | 1911  | 1921  | 1926  | 1931  | 1936  | 1946 | 1954  |
| ----- | ----- | ----- | ----- | ----- | ----- | ----- | ---- | ----- |
| 1 047 | 1 073 | 1 141 | 1 039 | 1 060 | 1 093 | 1 202 | 743  | 1 431 |

| 1962  | 1968  | 1975  | 1982  | 1990  | 1999  | 2006  | 2011  | 2016  |
| ----- | ----- | ----- | ----- | ----- | ----- | ----- | ----- | ----- |
| 1 825 | 1 985 | 2 317 | 2 623 | 2 845 | 2 904 | 2 868 | 3 007 | 3 110 |

| 2021  | 2022  | - | - | - | - | - | - | - |
| ----- | ----- | - | - | - | - | - | - | - |
| 3 130 | 3 113 | - | - | - | - | - | - | - |

La population a doublé dans les quarante dernières années du XXe siècle.

### Manifestations culturelles et festivités
La commune accueille une soirée du festival des Veillées d'été en août, grandes soirées pique-nique et spectacle organisées par l'association Tourisme en Bocage virois.[réf. nécessaire]

### Sports et loisirs
L'Union sportive Villers-Bocage fait évoluer une équipe de football en ligue de Basse-Normandie et deux autres en division de district.

## Culture locale et patrimoine

### Lieux et monuments
- Église Saint-Martin, reconstruite en 1950 par les architectes Roland et Léon Le Sauter, inaugurée par monseigneur Roncalli futur Jean XXIII. Les vitraux constitués de dalles de verre colorées enchâssées dans des claustras de béton sont l’œuvre de Pierre Gaudin et représentent les symboles de l'Eucharistie avec des épis de blé et des grappes de raisin, ainsi que Saint-Martin, au-dessus de l'autel.
Elle est labellisée patrimoine du XXe siècle[46],[47]

- Château de Villers. Bâti au début du XVIIe siècle, il se composait alors de deux corps de bâtiment flanqués d'échauguettes, enserrant un étroit pavillon contenant un escalier[48]. Vers 1670, on agrandi le château d'une grande aile latérale, d'ordonnance très classique[48].

- Mairie également reconstruite, inaugurée en 1960 par le général de Gaulle.

- Vestiges d'une motte au sud du village, et à l'est du château moderne. Le tertre de forme circulaire est flanqué d'une basse-cour quadrangulaire, qui supportait un château féodal[49],[24].

- Calvaire avec le Christ, Saint Marie et Saint Jean devant le rond-point de la route départementale 675.

- Ancien moulin de Parfouru, sur l'Odon, au lieu-dit Le Moulin, reconstruit après un incendie vers 1897, permettant en 1918 de produire 5 quintaux de farine en 24 heures, et agrandi vers 1931 vraisemblablement pour l'installation d'appareils à cylindres, une turbine remplaçant deux roues hydrauliques et fournissant également l'électricité pour l'éclairage du moulin, Le dernier meunier est M. Gaillard[50].

- Ancien moulin d'Amayé sur la Seulles, au lieu-dit Le Moulin d'Amayé, attesté au XVIe siècle et reconstruit au début du XXe siècle. En 1936, il est équipé  d'une roue hydraulique (8 à 12 chevaux) actionnant un appareil à cylindres, un détacheur et un plansichter (Lafon), et produit alors 340 quintaux de farine. L'activité cesse après la Deuxième Guerre mondiale et le bâtiment est aujourd'hui un logement privé[51].

- Ancienne Usine de bonneterie Edwige Edward's (Établissements Philips), boulevard Joffre, construite au début des années 1950 par les architectes caennais Delalande et Bataille pour Ferdinand Philips[52].

- Trois fours au chaux à cuisson continue réalisés en 1887 pour Anatole Madeleine, complété vers 1895 d'un quatrième four uis d'une voie ferrée. L’activité cesse vers 1914 et la voie ferrée est démontée. Les constructions sont en ruines en 1924 et l'ensemble est envahi par la végétation[53].

- Quatre fours à chaux à cuisson continue et à courtes flammes, lieu-dit Les fours à chaux, construits pour Charles Pagny au début des années 1880 et mis en service fin 1883. Le site est repris en 2001 par le département du Calvados[54]

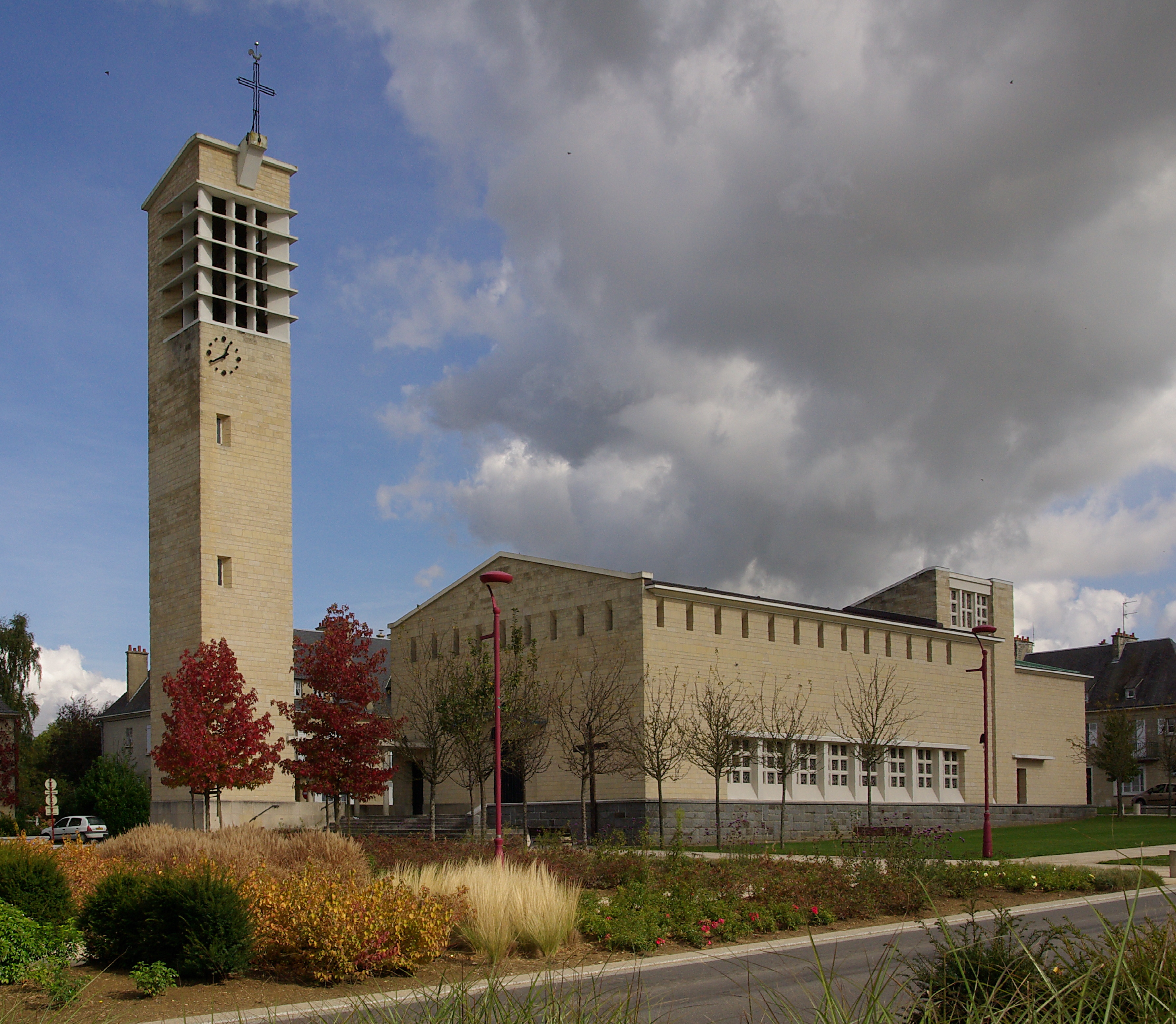
L'église Saint-Martin.
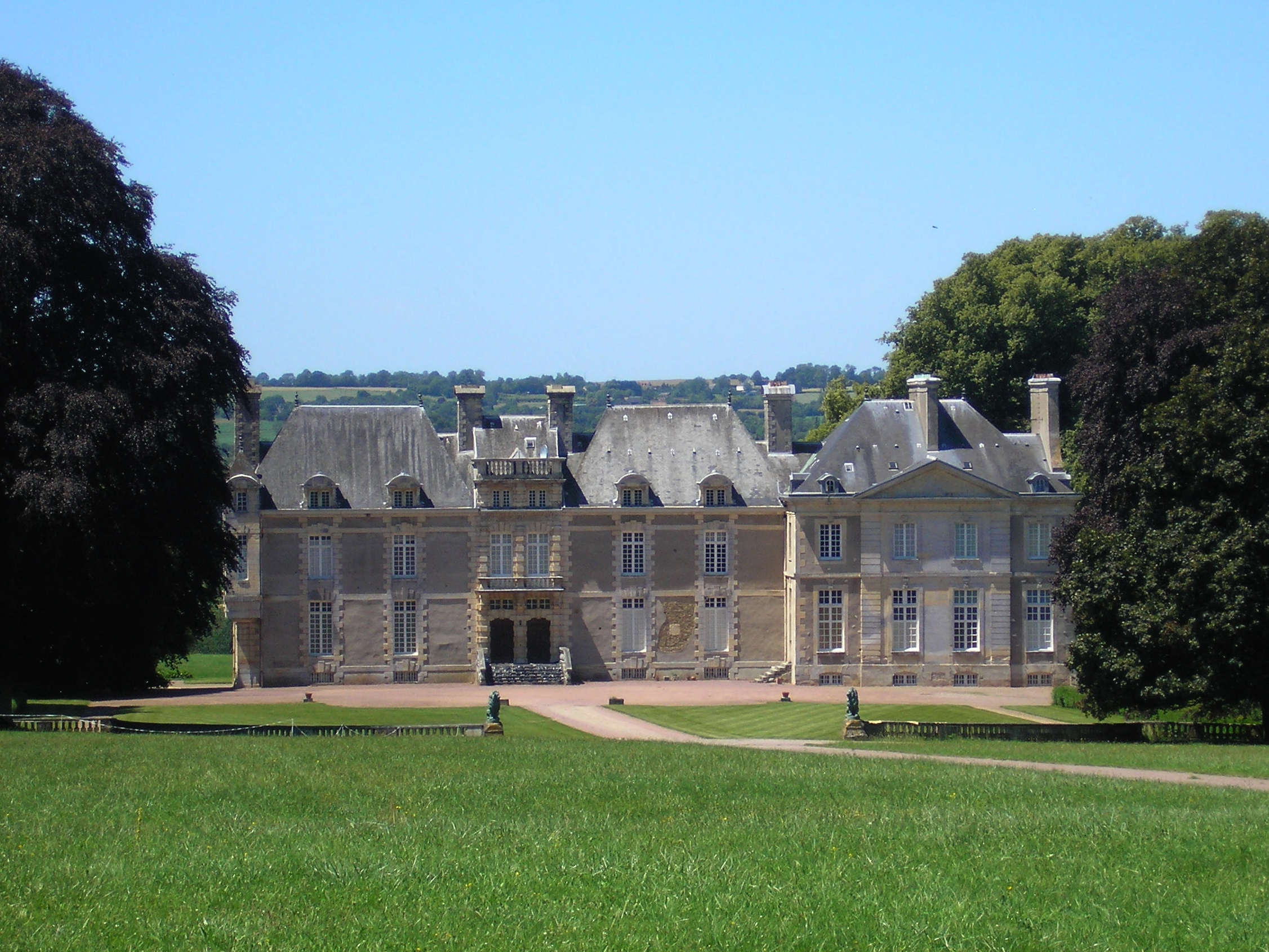
Le château.

### Patrimoine disparu

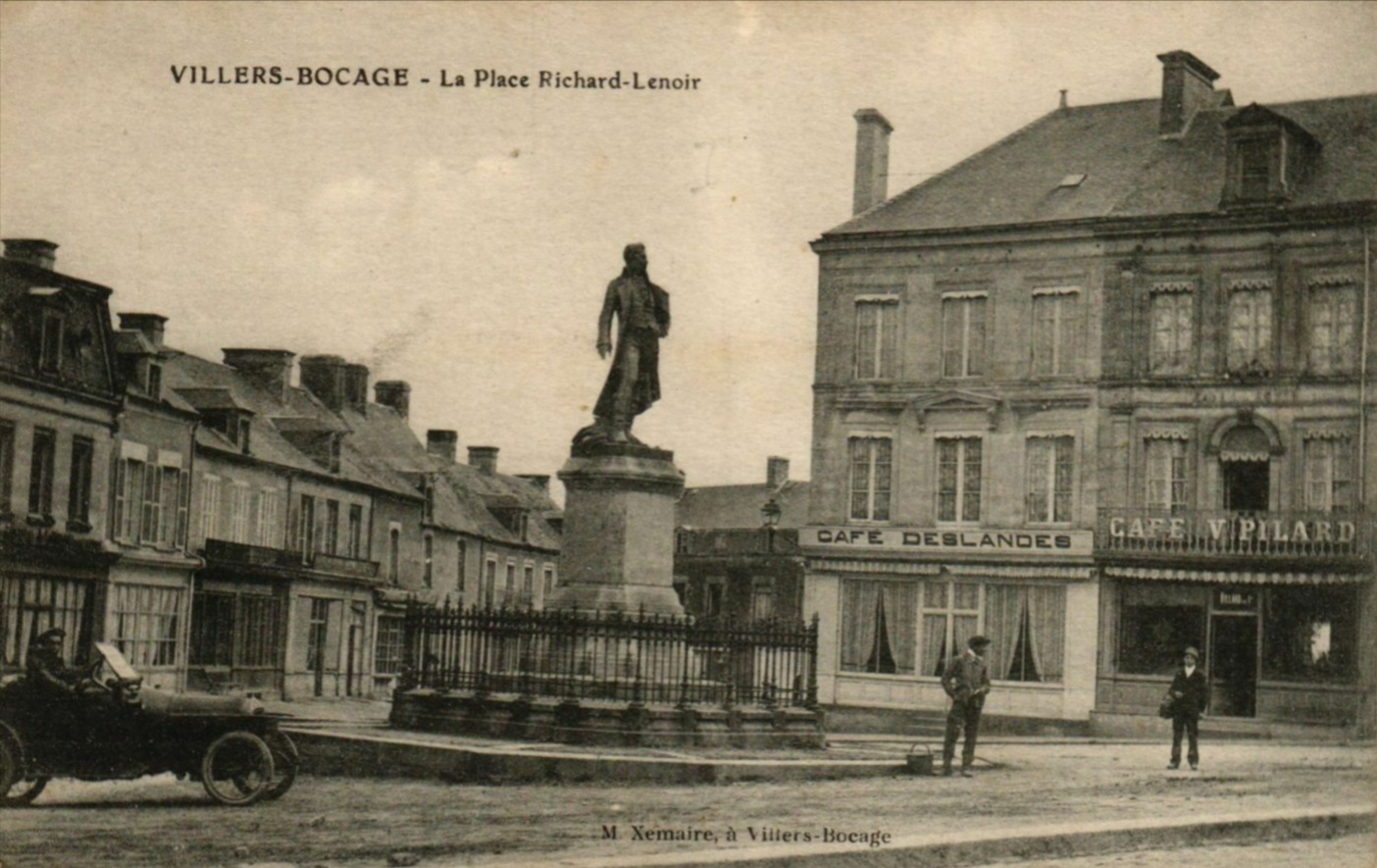
La statue de François Richard-Lenoir.

- Statue en bronze de François Richard-Lenoir réalisée par Louis Rochet. La statue était entourée d'une grille. Elle est inaugurée le 27 août 1865. Sous le régime de Vichy, elle est déboulonnée et fondue dans le cadre de la mobilisation des métaux non ferreux. Le piédestal est resté vide.
- Ancienne église Saint-Germain[55].

### Personnalités liées à la commune
* Jeanne Bacon est née du second mariage entre Roger V Bacon et Éléonore de Villiers (ou de Villers-Bocage). Elle eut un demi-frère Robert, mort en bas âge, né du premier mariage de Roger avec Aelis d'Asnières. Son autre frère Guillaume, né du second mariage de Roger, est lui aussi mort en bas âge (la plaque funéraire des deux fils de Roger Bacon est d'ailleurs visible sur l'un des murs extérieurs de l'église du Breuil-en-Bessin). Elle est l'unique héritière du fief de la famille Bacon du Molay. Deux grandes familles se disputent alors la main de Jeanne, les Bertran(d) de Briquebec et les d'Harcourt. Jeanne épouse en premières noces en 1340, Guillaume Bertran(d), vicomte de Rocheville, second fils de Robert VIII Bertrand de Bricquebec et de Laurence du Merle (sœur du maréchal Foulques du Merle). Son époux meurt au cours de la bataille de Mauron en Bretagne le 14 août 1352. En secondes noces, elle épouse Jean Ier de Luxembourg-Ligny († 1364), fils de Waléran II de Luxembourg-Ligny, seigneur de Ligny-en-Barrois, de Roussy et de la Roche. 
Jeanne fonde de son propre chef le 1er août 1366, le prieuré hospitalier de Sainte-Élisabeth à Villers-Bocage. Dans cet endroit seront reçus et soignés les pauvres, les passants, les femmes enceintes et les orphelins jusqu'à l'âge de sept ans. Pour commémorer cet acte de bienfaisance, une rue de la ville de Villers-Bocage porte encore son nom aujourd'hui. Jeanne décède en 1376 et est inhumée dans l'abbaye de Saint-Évroult dans l'actuel département de l'Orne. N'ayant point d'enfant, la lignée directe des Molay Bacon s'éteint et l'héritage de la maison de Molay est dispersé entre les descendants indirects de la famille.[pertinence contestée][réf. nécessaire]
- Pierre-Jacques Meslé de Grandclos (1728-1806), l'un des plus riches négociants et armateurs de son époque à Saint-Malo, qui fit fortune grâce au commerce triangulaire avec l'Afrique et les Antilles., est mort au château de Villers-Bocage. Son fils Stanislas, devient maire de Villers-Bocage en 1810

- René-Ernest Huet (1886-1914), artiste-peintre né à Villers-Bocage, prix de Rome en 1908, mort brutalement en 1914 pendant la Première Guerre mondiale à Mametz durant la bataille de la Somme.

### Héraldique
| Blason de Villers-Bocage (Calvados) | Blason  | De gueules aux six quintefeuilles d'argent ordonnées 3, 2 et 1.                            |
| Blason de Villers-Bocage (Calvados) | Détails | Il s'agit des armes de la famille Bacon à qui appartenait la seigneurie de Villers-Bocage. |

## Pour approfondir